# All This and World War II
Pour plus de détails, voir Fiche technique et Distribution.
All This and World War II est un film documentaire américain réalisé par Susan Winslow, sorti en 1976.
Il se compose d'extraits d'archives de la Seconde Guerre mondiale et de films des années 1940, sur une bande originale composée entièrement de reprises de chansons des Beatles. Il ne resta qu'une semaine à l'affiche avant d'être retiré et oublié. Il n'a jamais connu de sortie en VHS ni en DVD, mais des copies pirates circulent.

## Fiche technique
- Titre : All This and World War II
- Réalisation : Susan Winslow
- Montage : Colin Berwick
- Musique : John Lennon et Paul McCartney
- Montage : Colin Berwick
- Producteurs : Sanford Lieberson et Martin J. Machat
  - Producteur exécutif : Russ Regan
- Société de distribution : 20th Century Fox
- Pays :  États-Unis
- Langue : anglais
- Date de sortie : 
  - États-Unis : 12 novembre 1976

## Bande originale
Toutes les chansons sont de John Lennon et Paul McCartney.
1. Ambrosia - Magical Mystery Tour - 3:52
2. Elton John - Lucy in the Sky with Diamonds - 6:15
3. Bee Gees - Golden Slumbers/Carry That Weight - 3:17
4. Leo Sayer - I Am the Walrus - 3:49
5. Bryan Ferry - She's Leaving Home - 3:07
6. Roy Wood - Lovely Rita - 1:13
7. Keith Moon - When I'm Sixty-Four - 2:36
8. Rod Stewart - Get Back - 4:24
9. Leo Sayer - Let It Be - 3:43
10. David Essex - Yesterday - 2:44
11. Jeff Lynne - With a Little Help from My Friends/Nowhere Man - 6:56
12. Lynsey de Paul - Because - 3:24
13. Bee Gees - She Came in Through the Bathroom Window - 1:54
14. Richard Cocciante - Michelle - 4:00
15. The Four Seasons - We Can Work It Out - 2:39
16. Helen Reddy  - The Fool on the Hill - 3:37
17. Frankie Laine - Maxwell's Silver Hammer - 3:27
18. Brothers Johnson - Hey Jude - 4:58
19. Roy Wood - Polythene Pam - 1:30
20. Bee Gees - Sun King - 2:03
21. Status Quo - Getting Better - 2:19
22. Leo Sayer - The Long and Winding Road - 4:47
23. Henry Gross - Help! - 3:07
24. Peter Gabriel - Strawberry Fields Forever - 2:30
25. Frankie Valli - A Day in the Life - 4:04
26. Tina Turner - Come Together - 4:08
27. Will Malone & Lou Reizner - You Never Give Me Your Money - 3:04
28. The London Symphony Orchestra - The End - 2:26

### Personnel
- Barry Gibb – chant
- Robin Gibb – chant
- Maurice Gibb – chant
- Nicky Hopkins – piano
- Les Hurdle – basse
- Barry Morgan – batterie
- Ronnie Verrell – batterie
- Wil Malone – arrangements orchestraux
- Harry Rabinowitz – direction de l'orchestre
- David Measham – direction de l'orchestre